# Matthias Christian Sprengel

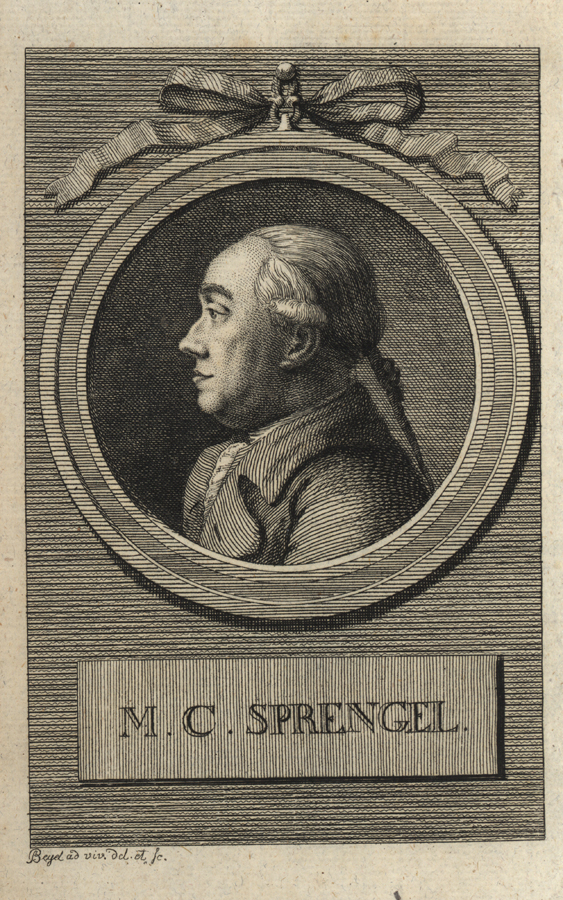
Matthias Christian Sprengel

Matthias Christian Sprengel (* 24. August 1746 in Rostock; † 7. Januar 1803 in Halle (Saale)) war ein deutscher Geograph und Universalgelehrter.

## Leben
Sprengel wurde als Sohn eines von Danzig nach Rostock gezogenen Kaufmanns geboren. Über seine frühen Lebensjahre ist nicht viel bekannt. Er soll in Rostock die Schule besucht haben. Anschließend hat er im April 1764 an der Universität Rostock ein Jurastudium aufgenommen, welches er ab dem Sommersemester 1767 in Bützow fortführte. Er studierte dann an der Universität Göttingen und hatte sich besonders mit der englischen und französischen Sprache beschäftigt. Dies brachte ihn dazu, dass er sich mit der Geschichte Englands und seiner Kolonien auseinandersetzte, die ihn zur geographischen Erforschung hinüberleitete. Er fand in August Ludwig von Schlözer (1735–1809) einen Lehrer, der ihn 1774 dazu brachte, Vorlesungen über französische Kolonien in Nordamerika zu halten.
Im Sommersemester 1778 wurde er außerordentlicher Professor der Philosophie in Göttingen, wo er über die Geschichte und den damaligen Zustand der britischen Kolonien in Amerika Vorlesungen abhielt und sich der Statistik und der europäischen Staatengeschichte beschäftigte. Im Folgejahr berief man Sprengel zum ordentlichen Professor der Geschichte und Statistik an die Universität Halle; in der Antrittsvorlesung im Sommersemester 1779 behandelte er den „Ursprung des Negerhandels“.
Kupferstich von Matthias Christian Sprengel

Link zum Bild

(Bitte Urheberrechte beachten)
In Halle schloss er Bekanntschaft von Johann Reinhold Forster, mit dem er gemeinsam einige literarische Werke bearbeitete. Sprengel hatte sich am 28. Oktober 1781 mit Wilhelmine, der dritten Tochter von Johann Reinhold Forster verheiratet, so wurde dieser sein Schwiegervater.
Sprengel las in Halle über Statistik, über die Geschichte Preußens, des Deutschen Reichs und über Europäische Staatengeschichte, wobei er der neueren Geschichte den Vorrang einräumte. Die Statistik las er nach dem Grundriss von Gottfried Achenwall (1719–1772), der ein Lehrbuch herausgebracht hatte, welches zu jener Zeit ein außerordentliches Ansehen genoss. Doch hielt er sich nicht streng daran. Vielmehr lassen seine handschriftlichen Kompendien erkennen, wie er sich alle Fortschritte der statistischen und historischen Kenntnisse in größtem Umfang zunutze machte und wie er besonders fremdländische Originalwerke gründlich verarbeitete. In Sprengels öffentlichen Vorlesungen spielt die Geschichte der geographischen Entdeckungen eine große Rolle.
Ganz in seinem Lieblingsstudium bewegte er sich aber in seinen öffentlichen Vorlesungen über die britischen Kolonien in Nordamerika, über den Unabhängigkeitskrieg der Amerikaner, über die Friedensschlüsse zu Paris in den Jahren 1763 und 1783, über die Geschichte von Indien und die Handelsbeziehungen der Europäer mit diesem Lande, Stoffe, in deren Behandlung er Belehrungen über Politik, Handels- und Finanzwissenschaften einflocht. Auch suchte er in einer Art geographisch-historischen Seminars („geographica schola“) und in Exarainatorien über ausgewählte Kapitel der neuesten Geschichte eine besondere Vertiefung dieser Studien in seinen Zuhörern zu erreichen. Zu seiner Professur empfing er noch das seinen polyhistorischen Neigungen ungemein zusagende Amt des ersten Universitätsbibliothekars, das er wegen seines Alters 1803 aufzugeben suchte, zumal er auch immense private Summen in diese Tätigkeit investierte.
Mit wenigen Unterbrechungen floss nun Sprengels Leben ruhig und gleichmäßig dahin. Nur kleine Reisen brachten ab und zu Abwechslungen in seine angestrengte Tätigkeit. So knüpfte er im Sommer 1784 persönliche Beziehungen zu Jenaer Gelehrten, dankt aber nach seiner Rückkehr Gott, „dass er dort nicht leben darf“. Im Sommer 1786 besuchte er seine alte Heimat Rostock, im Jahre 1788 frischte er seine alten Freundschaften in Göttingen wieder auf, besonders mit Christian Gottlob Heyne, für den er eine unbeschränkte Verehrung hegte und den er wiederzusehen strebte, um ihm sein „Herz recht ausschütten“ zu können, „wenn in Halle alles darunter und darüber geht“.
Sprengel übernahm auch organisatorische Aufgaben an der Hallenser Hochschule und war drei Mal 1787/88, 1796/97, 1799/1800 Prorektor der Alma Mater.
Die Stadt Weimar besuchte er mehrere Male. Eine größere wissenschaftliche Reise aber trat er nicht an, und über die Grenzen Deutschlands kam er nicht hinaus.
Als er an einer Brustentzündung, begleitet von Nervenfieber gestorben war, erschien der Tod den Zeitgenossen in erster Linie als schwerer Verlust für die Geographie; man verglich sein Verdienst mit dem Anton Friedrich Büschings (1724–1793) und lobte seine Bereicherung des Weltbildes in politischer und geographischer Hinsicht.

## Wirken
Die wissenschaftliche Tätigkeit Sprengels war ausgedehnt und vielseitig. Seine englischen Sprachstudien führten ihn zuerst in die alte schottische Volkspoesie und aus dieser bald in die volle Breite der damals blühenden geographischen und statistischen englischen Literatur, in welcher er sich vorwiegend kompilierend und bearbeitend, oft auch rein übersetzend engagierte. Auch die französische und italienische Literatur blieben nicht unberücksichtigt. Der Sklavenhandel, dem er 1779 bei seinem Antritt der hallischen Professur ein Programm gewidmet hatte, beschäftigte ihn auch später; Sprengel zählt zu jenen, die durch Rede und Schrift seiner Aufhebung vorgearbeitet haben.
Es gibt keinen bedeutenderen Schritt der Erforschung der britischen sowie der französischen Kolonien, welchen nicht Sprengel in eigenen Werken oder Aufsätzen berichtet und besprochen hätte. Unterstützt durch beide Forster gab er seit 1781 „Beiträge zur Länder- und Völkerkunde“ (14. Bde. 1781–1799) und „Neue Beiträge“ (13 Bde. 1790–1794) und seit 1794 alleine eine Fortsetzung unter dem Titel „Auswahl der besten ausländischen geographischen und statistischen Nachrichten zur Aufklärung der Länder- und Völkerkunde“ (14 Th. bis 1800) heraus, welche jedoch nichts anderes als eine Sammlung von gekürzten Übersetzungen geographischer Werke und Reisebeschreibungen wurde. Handelsgeographische Mitteilungen brachten diese Beiträge mit Vorliebe. Die Bearbeitungen sind aber häufig in sehr flüchtiger Weise hergestellt. Sprengel begann die später von Friedrich Justin Bertuch und Theophil Friedrich Ehrmann fortgesetzte Bibliothek der neuesten und wichtigsten Reisebeschreibungen (7 Bde. bis 1803; auch die erste Hälfte des 8. Bandes, die Reise von Sauer und Billings, ist noch von S. abgeschlossen), sie besteht hauptsächlich aus Übersetzungen.
Verdienst hatte sich Sprengel bei der Herausgabe späterer Auflagen der Achenwall'schen Statistik erworben, die bis 1781 Schlözer besorgt hatte. Auch Sprengels Grundriss der Staatenkunde der vornehmsten europäischen Reiche, ist eine wesentliche Neubearbeitung einzelner Teile des Achenwall'schen Handbuchs. Sie besteht also aus politisch-statistischen Pepertorien, deren eifrige Sammlung einen großen Teil der Tätigkeit Sprengels bildete. Das Bertuch'sche Landesindustriecomptoir erwarb aus seinem Nachlass eine Masse statistischen Materials, welche es durch verschiedene Mitarbeiter in nutzbaren Zustand bringen ließ.
Sprengels Arbeiten zeugen von einer gewaltigen Belesenheit in alter und neuer Literatur, auch Tagesliteratur. Jene Aufgewecktheit und jener praktische Blick für das politisch Hervorragende oder Interessante, dem wir auch in den Arbeiten einiger Zeitgenossen, hindert, dass aus den massenhaften Lesefrüchten nur dürre Aufzählungen wurden. Sprengel hat im Gegenteil nach vielen Seiten anregend und fördernd gewirkt und teilt sich mit Schlözer und Büsching in das Verdienst, den Blick der Deutschen für die weitere Welt erhellt zu haben, ist aber mit beiden auch der Gefahr der Verflachung nicht entgangen, welche in der schnellfertigen Beurteilung der Tagesereignisse vom Gelehrtentische aus liegt.
Seinen Schriften über Zeitfragen, besonders den statistischen, hätte eigentlich in einer Zeit ruhigerer Entwicklung die praktische Anwendung durch kolonisatorisches Vorgehen folgen müssen. Daran scheint aber Sprengel selbst nicht gedacht, sondern sich mit unablässiger, emsiger Materialsammlung begnügt zu haben, so dass Bertuch gleich nach dessen Tode Sprengels vollständige und ausführliche Staatenkunde von Europa in 12 fünfzigbogigen Bänden ankündigen konnte, die aber nie erschienen ist.
Neben allen diesen Arbeiten fand Sprengel noch Zeit zu einer ausgedehnten Tätigkeit als Rezensent und Publizist in der periodischen Presse. Er veröffentlichte als solcher eine unzählige Menge von Abhandlungen, Aufsätzen und Rezensionen im „Rostocker Wochenblatt“ (1773), „Encyklopädischen Journal“ (1775), „Deutschen Museum“ (1779–1788), in Gatteres „Historischem Journal“, in Meusels verschiedenen Veröffentlichungen über historische Literatur, in der „Allgemeinen Litteraturzeitung“, in der „Allgemeinen Deutschen Bibliothek“, in den „Rostockschen gemeinnützigen Nachrichten“ und
in den Göttingische Gelehrte Anzeigen u. a. Auf diese kleineren Arbeiten einzugehen, ist unmöglich; denn ihre Zahl ist exorbitant. Sie lassen immer wieder sein Bemühen erkennen, dort mit seiner Wissenschaft zu stehen, wo er den weitesten Kreisen nützen kann. Sie sind aber auch ein Zeugnis für die unerschöpfliche Arbeitskraft dieses Mannes.
Beim Blick auf sein gesamtes Schaffen ist zweierlei besonders erwähnenswert: Die Neuheit und Fremdheit der Stoffe, denen er seine Zeit widmete, und die eigentümliche Anpassung der Wissenschaft an die Anforderungen des populären Geschmacks. Diese Eigenschaften seiner literarischen Produktion hoben das Ansehen, das seine Zeitgenossen ihm entgegenbrachten und die Verehrung des Laienpublikums. Verschiedene seiner Werke wurden durch Nachdruck verbreitet, andere erlebten mehrere Auflagen oder wurden ins Holländische und Französische übersetzt. Es wurde der Titel des Werkes nachgeahmt, um ihm „das Aushängeschild“ zu nehmen oder man beging ohne Weiteres literarischen Diebstahl an seinen Werken. Alles Beweise, wie einflussreich seine Schriftstellerei geworden war.

## Werke (Auswahl)
- Geschichte der Falklandinseln. Göttingen 1776
- Kurze Schilderung der Grossbritanischen Kolonien in einer Tabelle. Göttingen 1776
- Briefe den gegenwertigen Zustand von Nordamerika betreffend. Göttingen 1777
- Vom Ursprung des Negerhandels. 1779 (Digitalisat)
- Über den jetzigen Nordamerikanischen Krieg und dessen für England und Frankreich. Leipzig 1782
- Statistische Nachrichten zur Aufklärung der Länder- und Völkerkunde. 14 Teile. bis 1800
- Geschichte der Europäer in Nordamerika bis 1688. Leipzig 1782
- Geschichte der Revolution in Nordamerika. 1783
- Über den Krieg der Engländer Ostindien. Halle 1783
- Geschichte der Maratten bis auf den lezten Frieden mit England den 17. May 1782. Mit einer Landkarte. Halle 1786. [Nachdrucke: Gegel, Frankenthal 1791; Gegel, Frankenthal 1814]
- Geschichte der wichtigsten Staats- und Handelsveränderungen in Ostindien. Berlin 1786
- Geschichte der indischen Staatsveränderungen von 1756 bis 1783. Leipzig 1788
- Leben Hyder Allys, Nabobs von Mysore. 1. Teil Halle 1784, 2. Teil Halle 1786
- Über den neuesten Zustand der ostindischen Handelsgesellschaft in den Niederlanden. Lübeck; Leipzig 1797
- Über Tippo Sahebs Staaten. 1800